# Supporters Gol Sur
Los Supporters Gol Sur o Supporters Sur son un grupo ultra del equipo de fútbol del Real Betis Balompié. En 2014, contaba con unos 200 hinchas.

## Historia

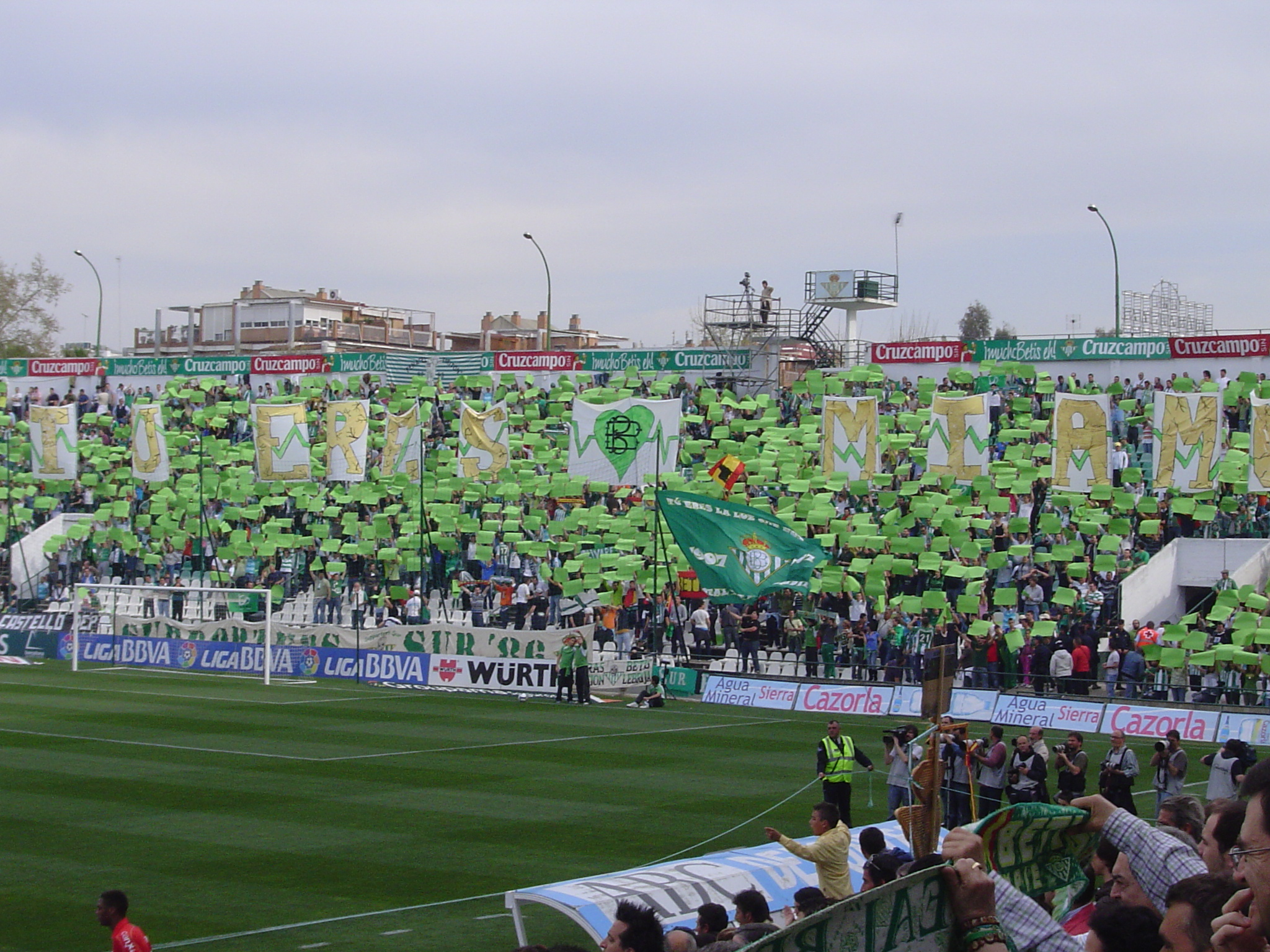
Supporters Gol Sur, con el lema:
Tu eres mi amor

Los orígenes del grupo se remonta al año 1969, cuando se creó un grupo de animación surgido de la peña "El Chupe", no siendo reconocidos como grupo ultra hasta el 12 de octubre de 1986 durante un encuentro de Liga entre el Real Betis Balompié y el Real Sporting de Gijón. Un grupo de unos 30 jóvenes se colocan en la zona inferior de Gol Sur del Estadio Benito Villamarín.
A partir de la temporada 94/95 Supporters Gol Sur inicia una etapa de crecimiento. El número de simpatizantes se eleva de tal manera que el Gol Sur completa el aforo solo con socios.
En la temporada 01/02 Supporters Gol Sur festejó su XV Aniversario. En el encuentro ante el FC Barcelona los jugadores verdiblancos saltaron al césped con las camisetas del Grupo que conmemoraban dicha efeméride. Durante la campaña 06-07, Supporters Gol Sur celebró su XX Aniversario coincidiendo con el centenario del Real Betis Balompié.
En sus comienzos eran nacionalistas andaluces de extrema izquierda, hasta 1991 cuando del grupo surgió una facción llamada skin betis, los cuales cambiaron la ideología a extrema derecha la cual sigue manteniéndose actualmente.
Supporters Gol Sur cumplió su "XXX" Aniversario en 2016 siendo así uno de los grupos ultras más antiguos de España.
Actualmente la hinchada está muy hermanada con el Frente Atlético, el Frente Onuba y los Ultra Boys.

## Violencia
Supporters Gol Sur es el grupo ultra del Real Betis. Se sabe que estos sevillanos han participado de numerosos episodios de violencia. Han mantenido una fuerte rivalidad con los ultras del Sevilla.